# Urueñas
Urueñas est une commune de la province de Ségovie dans la communauté autonome de Castille-et-León en Espagne.

## Sites et patrimoine
- Chapelle del Santo Cristo del Humilladero
- Église paroissiale Saint-Jean-Baptiste (San Juan Bautista)
- Église de La Anunciada